# Marketing terytorialny
Marketing terytorialny – zarządzanie zmierzające do zaspokojenia potrzeb i pragnień mieszkańców oraz interesariuszy zewnętrznych (turyści, inwestorzy, studenci zamiejscowi, inne grupy atrakcyjne dla miasta). Niezbędne jest przy tym przewidywanie kierunku zmian oraz racjonalne wykorzystanie wszystkich posiadanych zasobów. U podstaw tak rozumianego marketingu terytorialnego leży przekonanie, że zaspokojenie potrzeb i pragnień wewnętrznych i zewnętrznych grup odniesienia, poprzez oferowanie im właściwego punktu widzenia rachunku ekonomicznego zestawu środków materialnych i niematerialnych, jest możliwe dzięki uprzedniemu ich rozpoznaniu, ale także dzięki ich pobudzaniu i kreowaniu.
Marketing terytorialny stosują polskie miasta i województwa. Według badania opinii Polaków TNS Polska z 2013 roku najsilniejszą markę wśród wszystkich polskich miast ma Warszawa (118 pkt na 300 możliwych). Na 2. miejscu sklasyfikowano Kraków (107 pkt), natomiast 3. miejsce zajął Gdańsk (89 pkt).
Według projektu badawczego „Magnetyzm polskich miast” (2009, BAV Consulting i KB Pretendent) najbardziej przyciągającym miastem Polski jest Kraków. Badanie wyodrębniło 7 czynników atrakcyjności miasta: turystyczną, biznesową, kulturalną, sportową, dziedzictwo, komfort życia oraz natura. Kraków oceniono najlepiej w 5 z 7 atrakcyjności.